# ComiColor Cartoons
 (juillet 2017).
ComiColor cartoons est une série de 25 courts métrages d'animation produite par le studio de Ub Iwerks (pionnier du studio Disney) de 1933 à 1936. La série a été la dernière produite par le studio; après la perte du distributeur Metro-Goldwyn-Mayer en 1934, c'est la compagnie Celebrity pictures (gérée par Pat Powers) qui se charge de la distribution des films. La série a été tournée exclusivement avec le procédé Cinecolor.
La plupart des ComiColor sont basés sur des contes de fées populaires et autres histoires familières, comme Jack et le haricot magique, la Vieille Mère Hubbard, Les Musiciens de Brême, et Le Cavalier sans Tête. Grim Natwick, Al Eugster, et Shamus Culhane étaient parmi la série de plomb animateurs/directeurs, et un certain nombre de courts métrages ont été filmés à l'aide de Iwerks' caméra multiplane, qui se construit à partir des restes d'une Chevrolet automobile.
Un DVD français (Région 2) édité en 2004 par Mk2 et Lobster films (société créée et dirigée par Serge Bromberg) réunit l'intégralité des courts-métrages de la série ComiColor. Certains courts-métrages sont aussi disponibles pour la Région 1, notamment dans un DVD édité en 1999 dans la collection "Cartoons that time forgot" ("les cartoons que le temps a oublié") en deux volumes.

## Filmographie
Certains de ces courts métrages sont dans le domaine public. Un astérisque (*) à côté de l'original date de publication indique que ces titres sont dans le domaine public. Tous les courts métrages produits et publiés dans les années 1935 et 1936, à l'exception de "Little Black Sambo", sont dans le domaine public.

### 1933-34

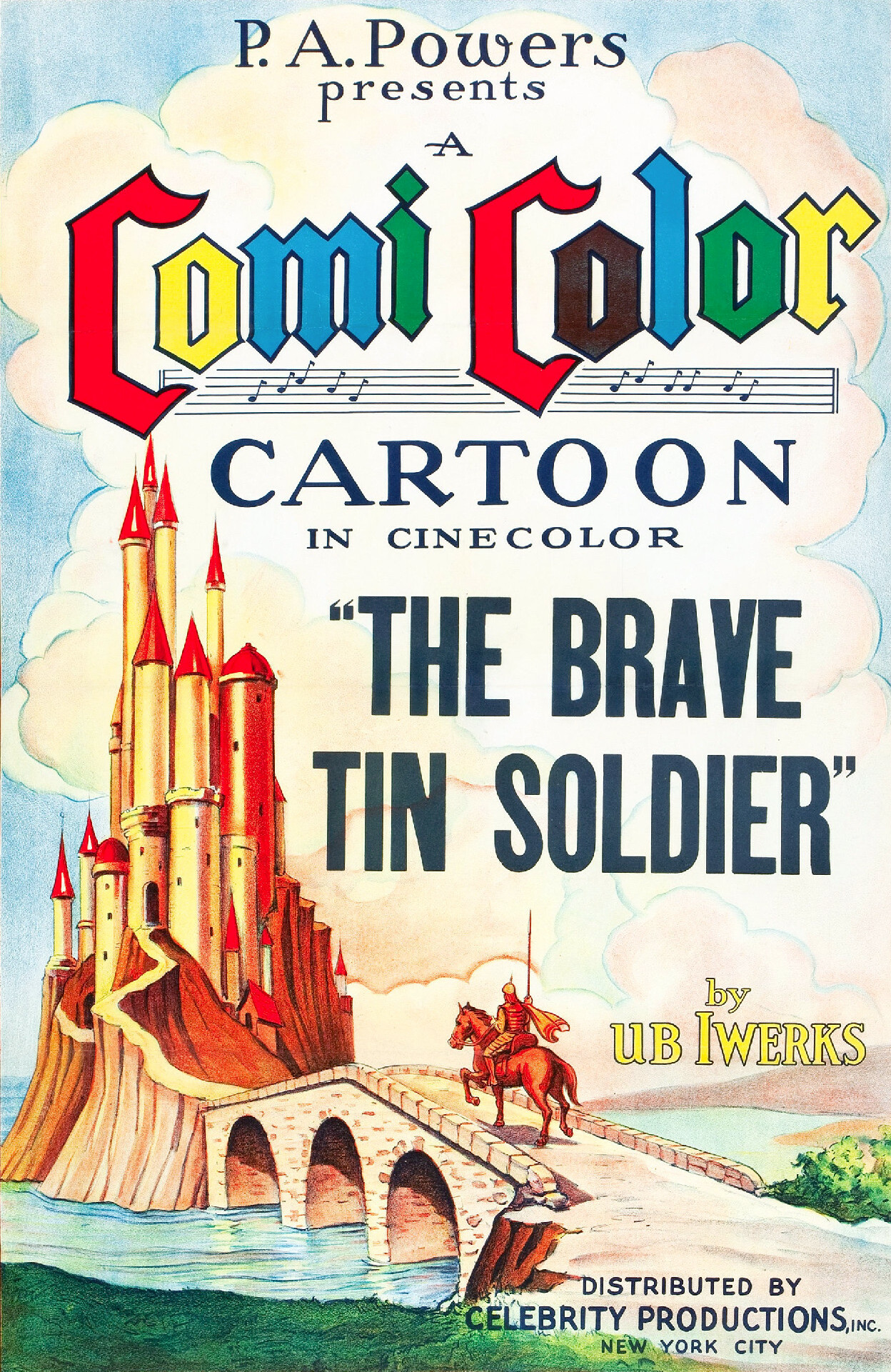
Affiche du film Brave Tin Soldier (1934).

| Film                                                  | Original release date |
| ----------------------------------------------------- | --------------------- |
| Jack and the Beanstalk                                | November 25, 1933     |
| The Little Red Hen                                    | February 17, 1934     |
| The Brave Tin Soldier                                 | April 7               |
| Puss in Boots                                         | May 19                |
| The Queen of Hearts                                   | June 22               |
| Aladdin and the Wonderful Lamp                        | August 10             |
| The Headless Horseman                                 | September 29          |
| The Valiant Tailor (The King's Tailor - Castle Films) | October 27 *          |
| Don Quixote                                           | November 24           |
| Jack Frost                                            | December 22 *         |

### 1935
| Film                                             | Original release date |
| ------------------------------------------------ | --------------------- |
| Little Black Sambo                               | February 2, 1935      |
| The Bremen Town Musicians                        | March 2 *             |
| Old Mother Hubbard                               | March 30 *            |
| Mary's Little Lamb                               | April 27 *            |
| Summertime                                       | June 15 *             |
| Sinbad the Sailor                                | July 26 *             |
| The Three Bears                                  | August 30 *           |
| Balloon Land (The Pincushion Man - Castle Films) | September 27 *        |
| Simple Simon                                     | November 15 *         |
| Humpty Dumpty                                    | December 27 *         |

### 1936
| Film                                              | Original release date |
| ------------------------------------------------- | --------------------- |
| Ali Baba                                          | January 31, 1936 *    |
| Tom Thumb                                         | March 27 *            |
| Dick Whittington's Cat                            | May 29 *              |
| Little Boy Blue (The Big Bad Wolf - Castle Films) | July 31 *             |
| Happy Days                                        | September 25 *        |